# Liste der brasilianischen Botschafter in Aserbaidschan
Die Botschaft befindet sich auf dem Bulbul Prospekt Sabail, in Baku.
| Ernannt       | Name                                  | Bemerkungen                  | ernannt während der Regierung von | akkreditiert während der Regierung von | Posten verlassen |
| ------------- | ------------------------------------- | ---------------------------- | --------------------------------- | -------------------------------------- | ---------------- |
| 26. Apr. 1995 | Luiz Antônio Jardim Gagliardi         | Amtssitz Ankara              | Fernando Henrique Cardoso         | Artur Rasizadə                         |                  |
| 14. Juni 2000 | Brian Michael Fraser Neele            | Sitz Ankara                  | Fernando Henrique Cardoso         | Artur Rasizadə                         |                  |
| 6. Okt. 2004  | Cesário Melantonio Neto               | Sitz Ankara                  | Luiz Inácio Lula da Silva         | Artur Rasizadə                         |                  |
| 11. März 2009 | Paulo Antônio Pereira Pinto           |                              | Luiz Inácio Lula da Silva         | Artur Rasizadə                         |                  |
| 8. Nov. 2011  | Sérgio de Souza Fontes Arruda         |                              | Dilma Rousseff                    | Artur Rasizadə                         |                  |
| 8. Mai 2013   | Santiago Luis Bento Fernández Alcázar | (* 19. März 1951 in Funchal) | Dilma Rousseff                    | Artur Rasizadə                         |                  |